# 府中運転免許試験場

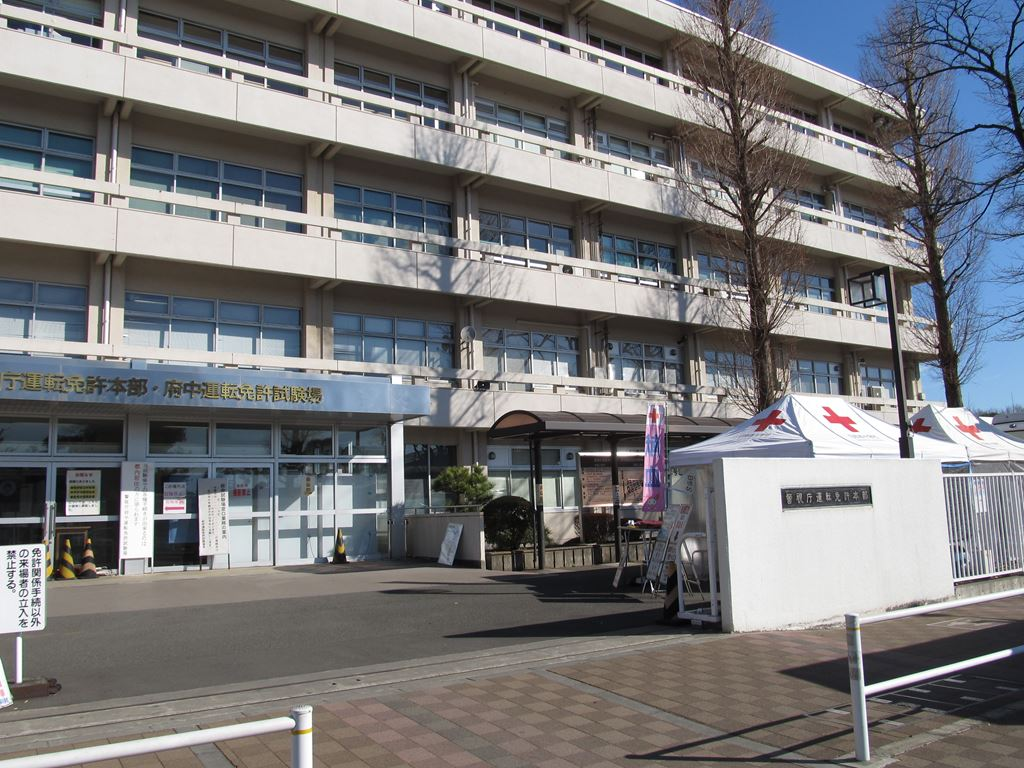
正面出入り口

府中運転免許試験場（ふちゅううんてんめんきょしけんじょう）は、警視庁が管理している、東京都府中市に所在する運転免許試験場である（運転免許試験場の運転コース一部敷地は小金井市前原町一丁目2番・3番に掛かる）。警視庁の管轄において筆頭となる運転免許試験場であり、場長には署長経験者の警視が就く（他の試験場長には副署長経験者が就く）。

## 所在地
東京都府中市多磨町三丁目1番地の1
施設南側は東八道路（東京都道14号新宿国立線）が面している。

## 交通

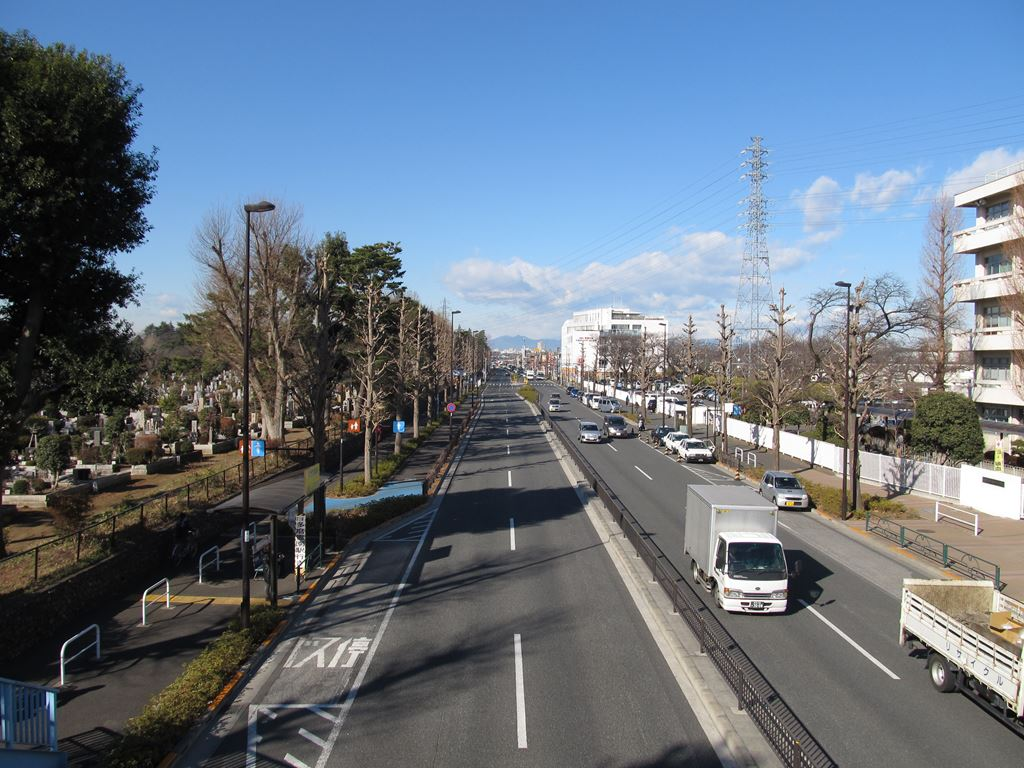
東京都道14号新宿国立線

徒歩
JR武蔵小金井駅から徒歩25分。
西武多摩川線多磨駅から徒歩23分。
バス
JR武蔵小金井駅（南口）から京王バス「調布駅北口、多磨町、多磨霊園駅、武蔵境駅南口行」などで「試験場正門」下車、所要10 - 20分
JR武蔵境駅（南口）から京王バス「武蔵小金井駅南口行」で「試験場正門」下車、所要35分
京王線調布駅（北口）から京王バス「武蔵小金井駅南口行」で「試験場正門」下車、所要30分
京王線多磨霊園駅から京王バス「武蔵小金井駅南口行」で「試験場正門」下車、所要15分
駐車スペースはあるが駐車可能台数が少なく駐車場待ちが車両通行の妨害となるので、自動車で来場せず公共交通機関を利用するようにアナウンスしている。例外として、土曜日と休日に行われる事前予約制の実地試験場の一般開放では関係する一般車の駐車は可能である。

## 設備等
- 駐輪場：自転車・原動機付自転車・自動二輪車用
- 駐車場：本館を挟んで西駐車場と東駐車場、本館の脇に身体障害者用駐車場がある。
  - 西駐車場
  - 東駐車場
  - 身体障害者用駐車場
- トイレ
  - 1F：男女あり
  - 2F：男女あり
  - 3F：男女あり
  - 4F：女性のみ
  - 5F：男性のみ
- エスカレーター
  - 各階上りのみ存在する。
- 売店
  - 東京都交通安全協会が運営[3]。1階、正面入り口を入り左側。
- 食堂
  - 東京都交通安全協会が運営[3]。地下1階にあり、メニューはラーメンやカレーライス等。

## 過去の出来事
鮫洲運転免許試験場が改築工事のため2010年12月から2016年3月まで一部業務が移管。
府中運転免許試験場食堂は改善工事のため、2018年4月から2019年4月まで営業停止。